# Amel
Amel (fr. Amblève, wa. Ambleve) – miejscowość i gmina (commune) w Belgii, w Regionie Walońskim, w prowincji Liège, w okręgu Verviers. 1 stycznia 2024 roku liczyła 5612 mieszkańców. Leży we wspólnocie niemieckojęzycznej, nad rzeką Amel.
Nazwa Amel ma celtyckie pochodzenie i znaczy tyle co „woda”.

## Podział administracyjny
W skład gminy wchodzą dwie dzielnice (section):
- Heppenbach
- Meyerode (Meyrode)